# بلاد الجريد
بلاد الجريد هي أرض ممتدّة من الساحل الأطلسي لشمال أفريقيا إلى حدود مصر، تحدها سلسلة جبال الأطلس شمالاً والصحراء الكبرى جنوباً.
وسميت بهذا الاسم لكثرة النخيل بها، وقد مَثَّلَتْ حلقة الوصل للتجارة الذاهبة لبلاد السودان الغربي والقادمة منها؛ بسبب موقعها الجغرافي.
تقسم بلاد الجريد إلى: بلاد الجريد الشّرقيّة وبلاد الجريد الغربيّة

## الخرائط
يختلف موقع وامتداد بلاد الجريد وذلك حسب الخريطة و حسب التّاريخ الّذي خطّت فيه:

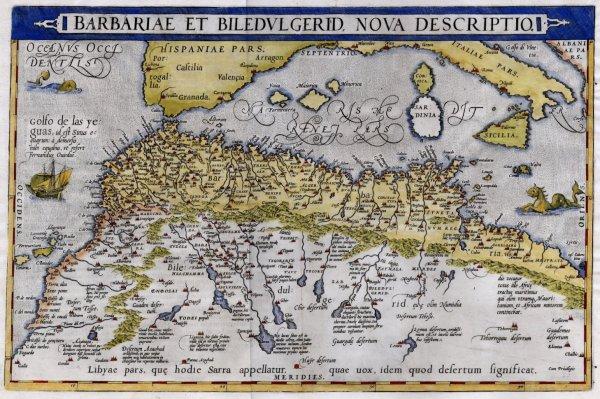
خريطة برتغالية يرجع تاريخها إلى 1588 : تمتدّ بلاد الجريد من السّاحل الأطلسي للمغرب إلى الجنوب تونس.
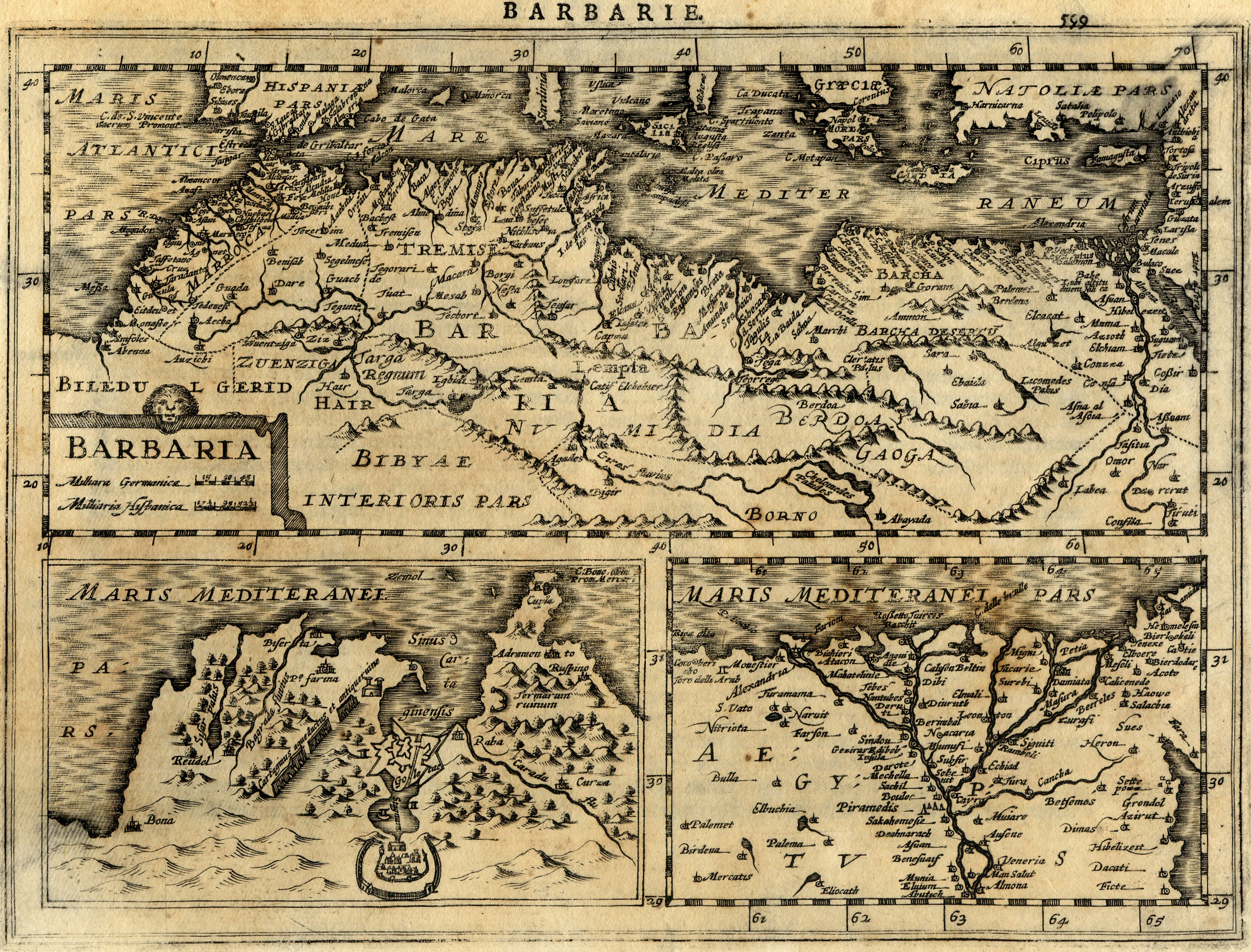
خريطة مرسومة في سنة 1630: بلاد الجريد تقع في الجنوب المغرب.
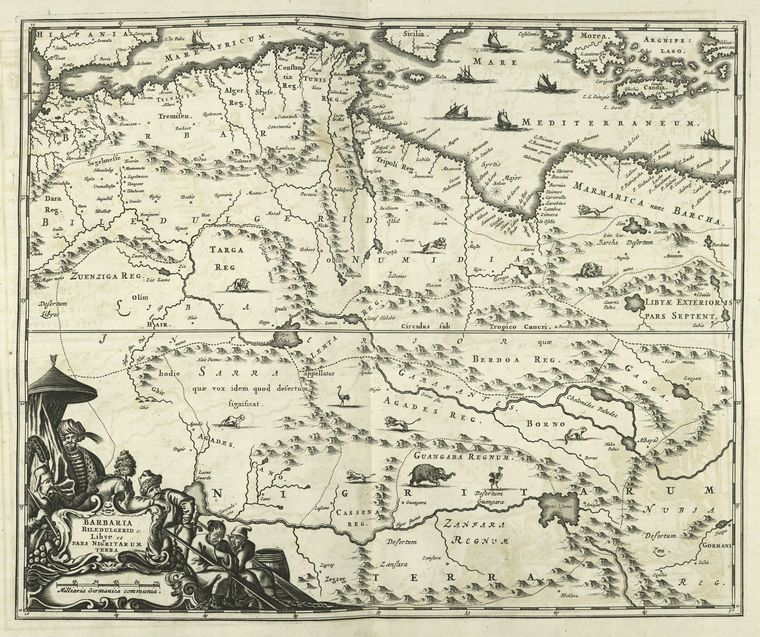
خريطة مرسومة في سنة 1670.
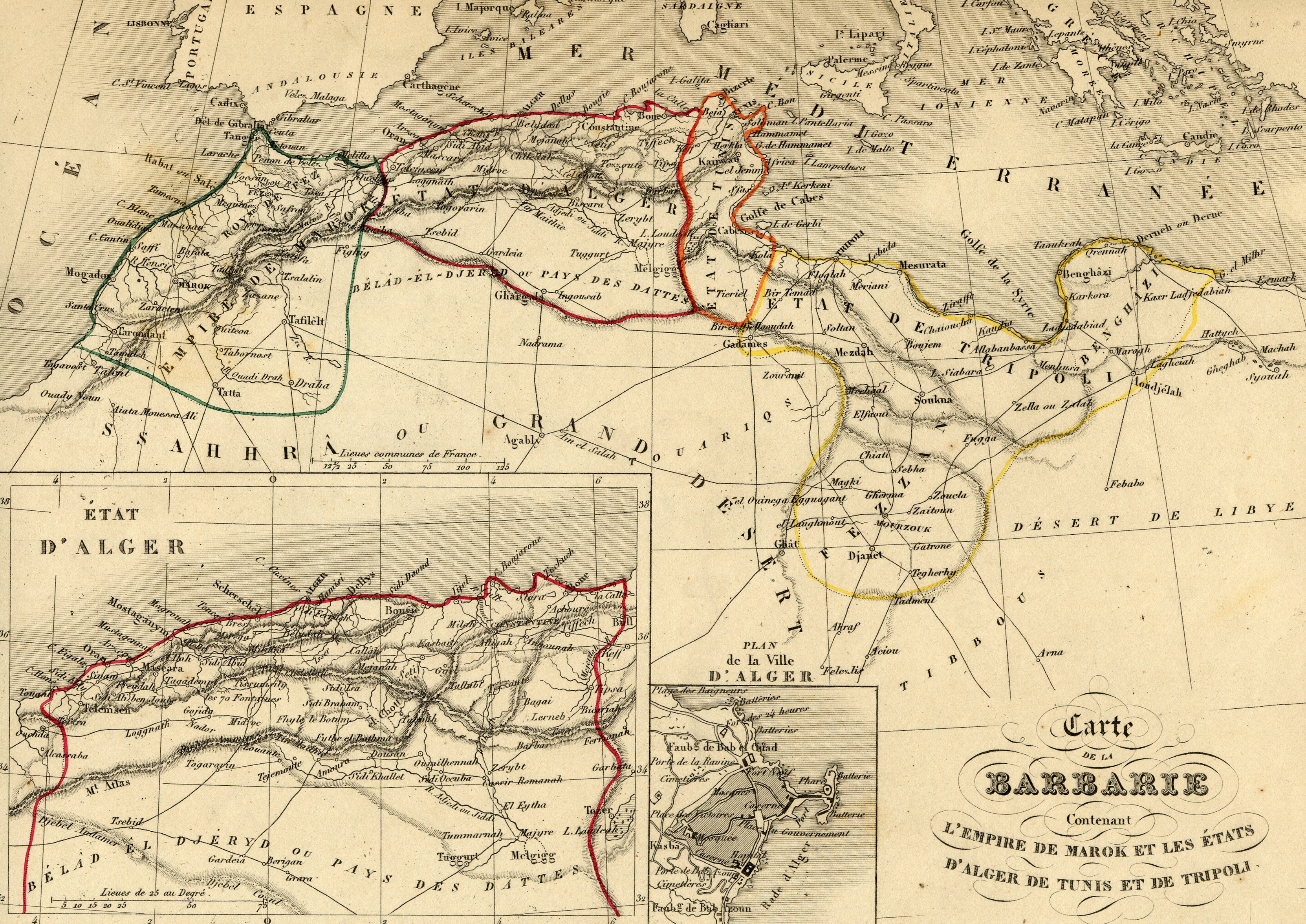
خريطة من 1843 لبلاد المغرب تشير إلى أن بلاد الجريد تقع في جنوب الجزائر.